# Tree Spiking

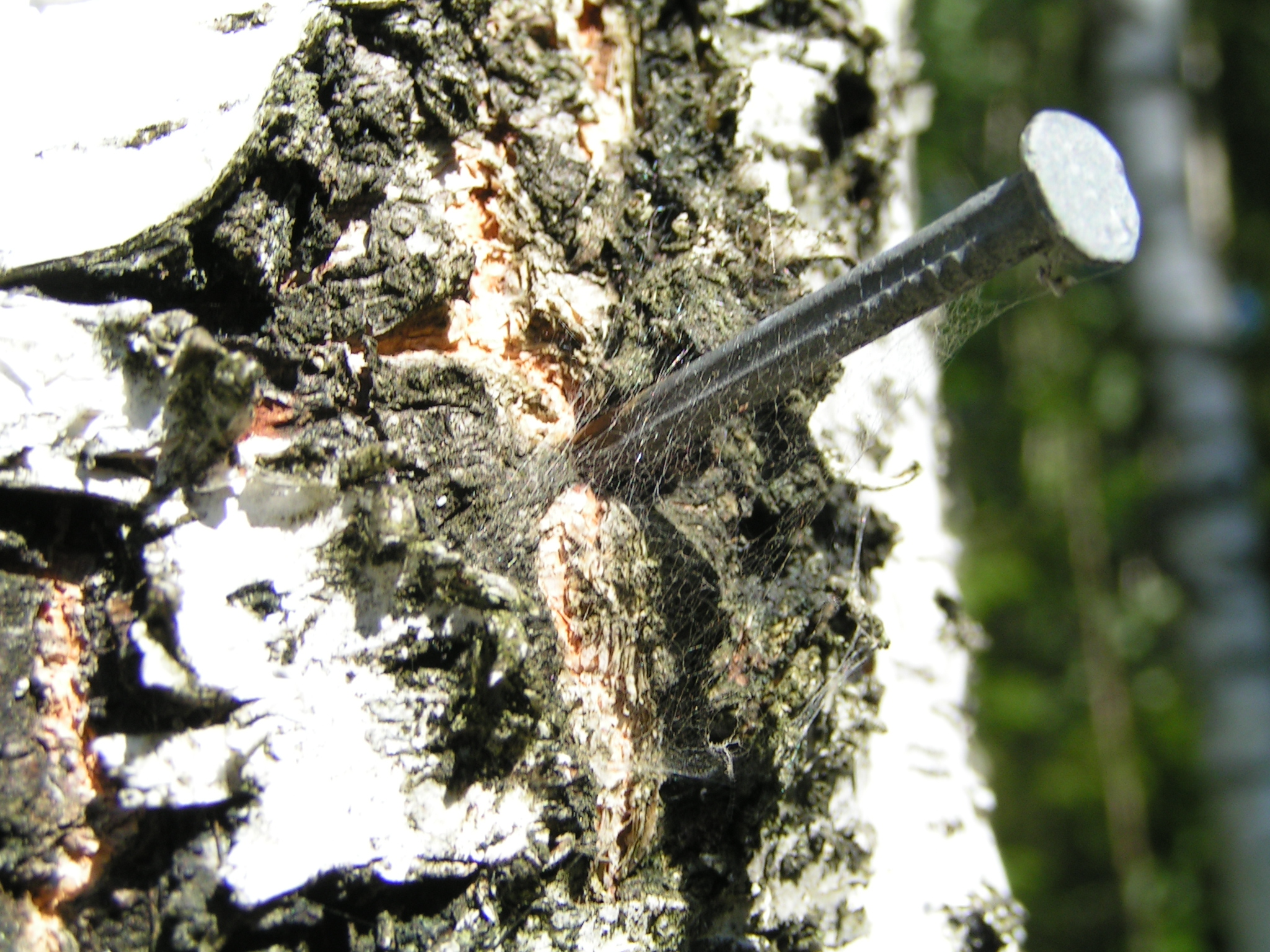
Nagel im Baumstamm

Tree Spiking oder Tree pinning (engl.) ist eine Art von Sabotage, bei der Stäbe aus Metall in den Stamm eines Baumes gehämmert werden, um eine Fällung zu verhindern. Die Kette einer Kettensäge, welche solch einen Stab trifft, wird unbrauchbar oder reißt sogar, wodurch das Fällen des Baumes erschwert und hierdurch unwirtschaftlich wird. Zudem wird der Wert des Nutzholzes durch eine Verfärbung des Holzes als Reaktion des Baums auf metallische Fremdkörper stark gemindert. Die Lebensfähigkeit des Baums wird dagegen durch solche Nagelungen nicht beeinträchtigt.

## In den USA
Das Tree spiking hat eine lange Geschichte, einzelne Vorfälle dieser Art lassen sich bis in die späten 1800er zurückverfolgen, wenngleich es bis in die 1980er nicht allgemein bekannt wurde. Dave Forman, Mitgründer von Earth First!, machte diese Praxis in seinem Buch Ecodefense bekannt und er vertrat die Auffassung, sie sollte Teil des Arsenals jedes engagierten Umweltaktivisten sein.
Im Jahr 1987 wurde in Kalifornien der Sägewerkmitarbeiter George Alexander schwer verletzt, als die von ihm bediente Bandsäge durch einen so genagelten Baum zerstört wurde.
Tree spiking wurde im Jahr 1988 zu einer Straftat erklärt, die nach US-amerikanischem Bundesrecht verfolgt wird. (United States Code 1864)
1990 forderte die damalige Earth-First!-Anführerin Judi Bari Aktivisten in Nordkalifornien und Südoregon auf, auf das Tree spiking als Taktik im Redwood Summer, einer Kampagne gewaltfreien Widerstandes gegen die Fällungen im Redwood Empire im Jahr 1990, zu verzichten.

## Tree spiking in der Literatur und im Film
Im Roman Die Blockade des Autors Derek Hansen aus dem Jahr 1998 lässt der Protagonist, ein Mitarbeiter in einem Forstwirtschaftsbetrieb, Baumnagelungen ausführen, um Antirodungsaktivisten zu diskreditieren.
Im Film Severed – Forest of the Dead versucht der Holzfäller Eric einen Baumstamm zu zersägen, der vorher von einem Antirodungsaktivisten manipuliert wurde. Dabei verletzt er sich mit seiner Kettensäge, durch die Wunde gelangt ein Wachstumsbeschleunigerpräparat geheimer Forscher in sein Blut und er verwandelt sich in einen Zombie.
In der Akte X – Die unheimlichen Fälle des FBI Folge Der Kokon (engl. Darkness Falls, Episode 1X19) werden zwei Umweltschützer beschuldigt, Tree spiking im Staatswald von Washington verübt zu haben.